# Qatars flagga
Qatars flagga är vinröd med ett vitt inre fält som upptar omkring en tredjedel av flaggans bredd. Fälten skiljs åt av en sågskura med nio vita spetsar. Den är snarlik Bahrains flagga, men färgen och antalet hack i mönstret skiljer dem åt. Flaggan antogs 1949 och har proportionerna 11:28.

## Historik
De flesta arabiska flaggor i Persiska viken har genom historien varit helt röda, till exempel den flagga som använts av folkgruppen kharjiter som dominerar i både Qatar och Bahrain. Det vita fältet tillkom i mitten av 1800-talet efter undertecknandet av General Maritime Treaty, det första i en serie överenskommelser mellan de olika sultanaten och emiraten längs Persiska vikens kust och Storbritannien som ledde till att området bytte namn från "Piratkusten" till "Fördragskusten". Qatars flagga var ursprungligen mer eller mindre identisk med Bahrains flagga, men från 1936 började man använda andra proportioner och den vinröda färgen. Den ovanliga färgnyansen i Qatars flagga sägs ibland komma av hur ett specifikt rött färgämne påverkas av den starka solen i Arabiska öknen.